# آرتوش (شهر)
آرتوش یا آتوش (به اویغوری: ئاتۇش شەھىرى، به قرقیزی: ارتىش شاارى)(به چینی: 阿图什市، به پین‌یین: Ātúshí Shì)  (به اویغوری: ئاتۇش شەھىرى، به قرقیزی: ارتىش شاارى)(به چینی: 阿图什市، به پین‌یین: Ātúshí Shì) یک شهر (در سطح شهرستان) در چین است که در ولایت خودمختار قزل‌سو قرقیز واقع شده‌است. آرتوش مرکز ولایت خودمختار قزل‌سو قرقیز است.

## جغرافیا و آب و هوا
آرتوش در بخش شمال غربی حوضه آبریز تاریم و منطقه جنوبی کوه تیان شان قرار دارد. درجه حرارت متوسط سالانه این شهر۱۲ سانتیگراد و بارش‌ها ۸۰ میلی‌متر است.

## جمعیت
| ترکیب قومیتی شهر آرتوش | ترکیب قومیتی شهر آرتوش | ترکیب قومیتی شهر آرتوش | ترکیب قومیتی شهر آرتوش | ترکیب قومیتی شهر آرتوش |
| ---------------------- | ---------------------- | ---------------------- | ---------------------- | ---------------------- |
| قومیت                  | قومیت                  |                        | درصد                   | درصد                   |
| اویغور                 | اویغور                 |                        | ۸۱٫۴٪                  | ۸۱٫۴٪                  |
| قرقیز                  | قرقیز                  |                        | ۱۱٫۱٪                  | ۱۱٫۱٪                  |
| هان                    | هان                    |                        | ۷٫۳٪                   | ۷٫۳٪                   |
| هوئی                   | هوئی                   |                        | ۰٫۱٪                   | ۰٫۱٪                   |
| سایر                   | سایر                   |                        | ۰٫۱٪                   | ۰٫۱٪                   |
| منبع سرشماری جمعیت :   |                        |                        |                        |                        |

## تاریخچه
در سپتامبر ۱۹۳۸ میلادی، شهرستان آرتوش در تابعیت ولایت کاشغر، از بخش‌هایی از شهرستان کهنه‌شهر ایجاد شد.
در ژوئیه ۱۹۵۴ میلادی، از ترکیب ۳ شهرستان آرتوش، اولوغچات، و آقچی، ولایت خودمختار قزل‌سو قرقیز تاسیس شد. شهر آرتوش به عنوان مرکز ولایت انتخاب شد. یک ماه پس از آن، بخش‌هایی از اراضی شهرستان‌های ینگیسار، شهرستان کهنه‌شهر، تاشکورگان، و شهرستان اولوغچات ترکیب شده و شهرستان آق‌تو را تشکیل دادند. این شهرستان نیز به ولایت خودمختار قزل‌سو قرقیز پیوست.
در سال ۱۹۸۶، شهرستان آرتوش به شهر در سطح ولایت ارتقاء یافت.

## وجه تسمیه
نام «آرتوش» از زبان اویغوری بوده و اصالتا به معنی «در میان دو کوه» است.

## اقتصاد
اقتصاد آرتوش در درجه اول کشاورزی، محصولات کشاورزی عمدتاً پنبه و انگور و گوسفند داری است.

## حمل و نقل
آرتوش در مسیر جنوب سین کیانگ راه آهن قرار دارد.